# Аарон Ремзі (англійський футболіст)
Це стаття про англійського футболіста. Про валлійського футболіста, що має таке саме ім'я та прізвище див. статтю Аарон Ремзі.
Аарон Джеймс Ремзі (англ. Aaron James Ramsey; нар. 21 січня 2003) — англійський футболіст, півзахисник клубу «Бернлі».

## Клубна кар'єра
Вихованець футбольної академії бірмінгемського клубу «Астон Вілла», за яку виступав разом із братом Джейкобом. У березні 2021 року підписав свій перший професійний контракт. У травні 2021 року виграв Молодіжний кубок Англії, обігравши у фіналі «Ліверпуль» з рахунком 2:1.
24 серпня 2021 року дебютував в основній команді «Вілли» в матчі Кубка Футбольної ліги проти «Барроу» (6:0), але цей матч так і залишився єдиним за першу команду у тому сезоні.
У січні 2022 року вирушив в оренду до клубу Першої ліги «Челтнем Таун» до закінчення сезону. 22 січня 2022 року він дебютував у за клуб, вийшовши на заміну в матчі чемпіонату проти «Ротерем Юнайтед» (0:1), а 23 квітня 2022 року забив свій перший гол на дорослому рівні у домашньому матчі проти «Болтон Вондерерз» (1:2). Загалом до кінця сезону зіграв у 15 іграх за клуб і забив 1 гол.

## Кар'єра у збірній
Виступав за збірні Англії до 16, до 17, до 18 та до 19 років.
29 березня 2021 року Ремзі провів свій єдиний матч за юнацьку збірну Англії до 18 років у матчі проти однолітків з Уельсу (2:0), а з осені 2021 став виступати за збірну Англії до 19 років. У її складі наступного року поїхав юнацький чемпіонат Європи 2022 року в Словаччині, де зіграв в усіх 5 матчах та забив гол у фіналі у ворота Ізраїлю (3:1), допомігши своїй команді стати чемпіоном Європи.

## Досягнення
- Володар Молодіжного кубка Англії: 2020/21
- Переможець юнацького чемпіонату Європи до 19 років: 2022

## Особисте життя
Народився і живе у районі Грейт-Барр у Бірмінгемі. Його старший брат Джейкоб та молодший брат Коул також є вихованцями академії «Астон Вілли», а батько Марк був боксером, який двічі бився з Рікі Гаттоном, один раз у 1998 році та один раз у 1999 році.